# Kąty (Wszewilki)
Kąty – przysiółek wsi Wszewilki w Polsce, położony w województwie dolnośląskim, w powiecie milickim, w gminie Milicz.
W latach 1975–1998 przysiółek administracyjnie należał do województwa wrocławskiego.

## Nazwa
Nazwa miejscowości wywodzi się od polskiej nazwy kąta. Niemiecki językoznawca Heinrich Adamy w swoim dziele o nazwach miejscowości na Śląsku wydanym w 1888 roku we Wrocławiu wymienia nazwę Konty podając jej znaczenie „Winkelsdorf” czyli po polsku „Wieś Kąty”.